# Veronica Giuliani

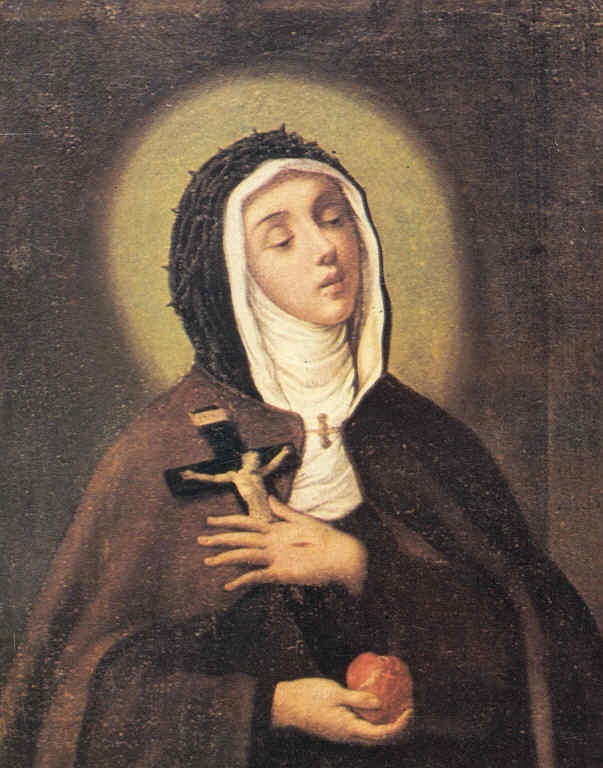
Heilige Veronica Giuliani

Veronica Giuliani OFMCap (* 27. Dezember 1660 als Orsola Giuliani in Mercatello sul Metauro bei Urbino; † 9. Juli 1727 bei Perugia) war Nonne im Orden der Kapuzinerinnen und ist eine Heilige der katholischen Kirche.

## Leben
Als Orsola Giuliani noch ein Kind war, starb ihre Mutter. Schon früh fühlte Orsola Giuliani sich stark zu den Armen hingezogen und wollte ihr Leben Gott weihen. Obwohl ihr Vater sie zur Heirat drängte, weigerte sie sich. Sie erhielt jedoch seine Erlaubnis, in ein Kloster einzutreten. Mit 16 Jahren trat Orsola in das Noviziat des Konvents der Klarissen-Kapuzinerinnen von Città di Castello bei Perugia in Umbrien ein und erhielt zur Einkleidung den Ordensnamen Veronica. Nach vorherigen Visionen des Kreuzes und des Leidenskelches Christi soll Veronica am Karfreitag 1694 Stigmata in Form der Dornenkrone empfangen haben.
Nach Denunzierung durch Mitschwestern wurde sie von der Inquisition verhört und gefoltert, ihr jedoch nie der Prozess gemacht, da es keine Beweise für die Anschuldigungen gegen sie gab.
1688 ernannte man sie zur Novizenmeisterin des Konvents. Dieses Amt hatte sie 34 Jahre inne. Ab 1716 wurde sie mehrfach zur Äbtissin gewählt. Von 1693 bis zu ihrem Tod 1727 schrieb sie ihre mystischen Erfahrungen nachts nieder, weshalb fast 22000 handbeschriebene Seiten und 443 Briefe von ihr erhalten sind. Papst Gregor XVI. sprach sie 1839 heilig. 1978 schlug eine Kommission vor, sie zur Kirchenlehrerin zu erheben.

## Gedenken
Ihr Gedenktag in der katholischen Kirche ist der 9. Juli, in den franziskanischen Orden der 10. Juli. Sie wird oft mit den Attributen, der Dornenkrone und ihrem Herzen in Händen, das einen Abdruck des Kreuzes Christi trägt, dargestellt, oder auch mit dem Kruzifix (ein allgemeines Attribut der Gottgeweihten), das sie an ihr Herz drückt.